# Micaria
Micaria là một chi nhện trong họ Gnaphosidae.